# Plaza San Esteban
La plaza San Esteban, última extensión del parque Bustamante, es un área verde de la comuna de Ñuñoa, Santiago de Chile, ubicada entre las calles Irarrázaval (N), Matta Oriente (S), San Eugenio (E) y General Bustamante (O).
Bajo ella se ubica la estación Irarrázaval de la línea 5 del metro de Santiago. Es un importante punto de referencia de la ciudad dada su ubicación.
En su alrededor existen locales comerciales, restaurantes y supermercados (Líder, Santa Isabel y Unimarc).

## Galería

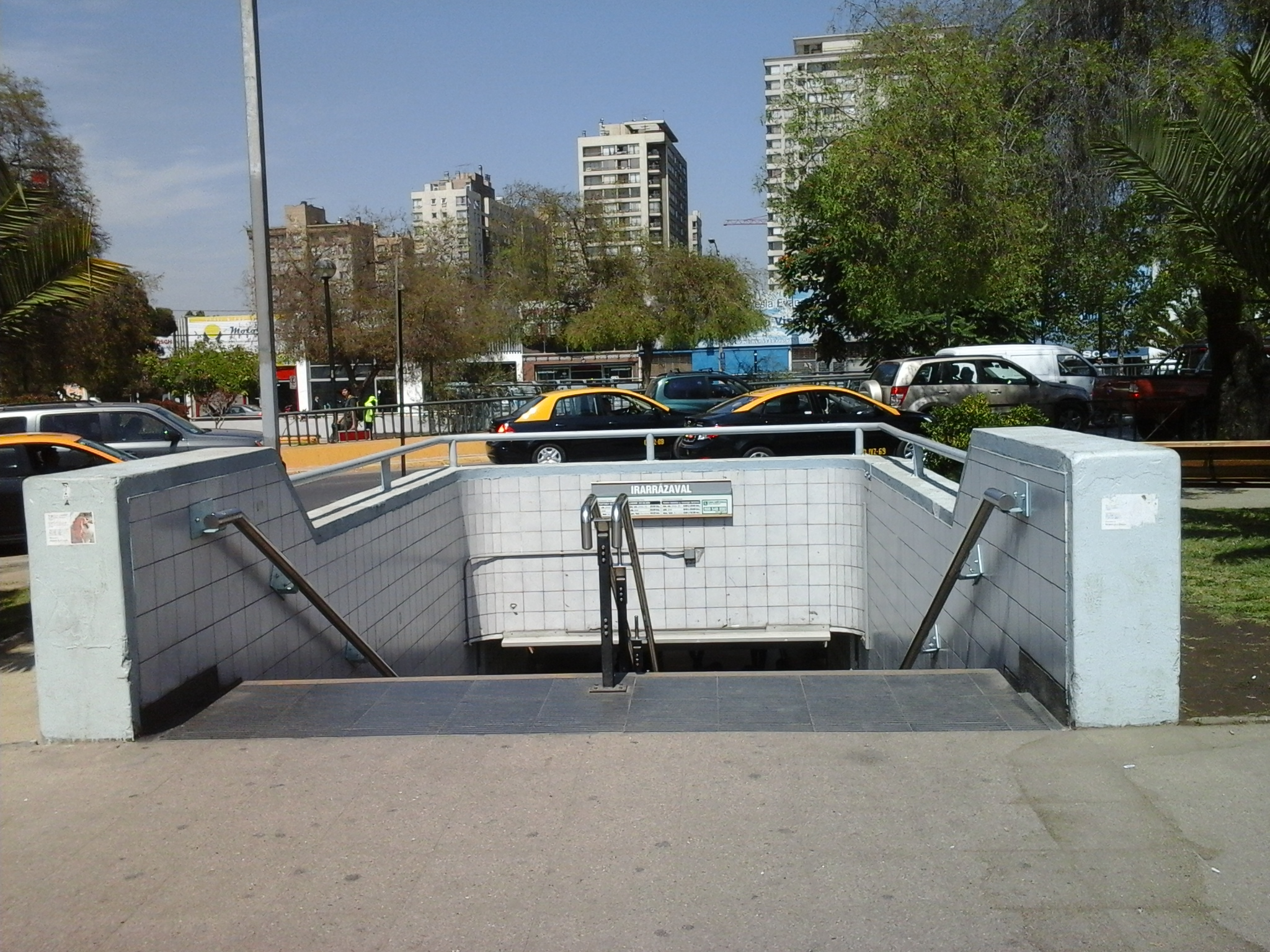
Acceso a la estación Irarrázaval desde la plaza San Esteban
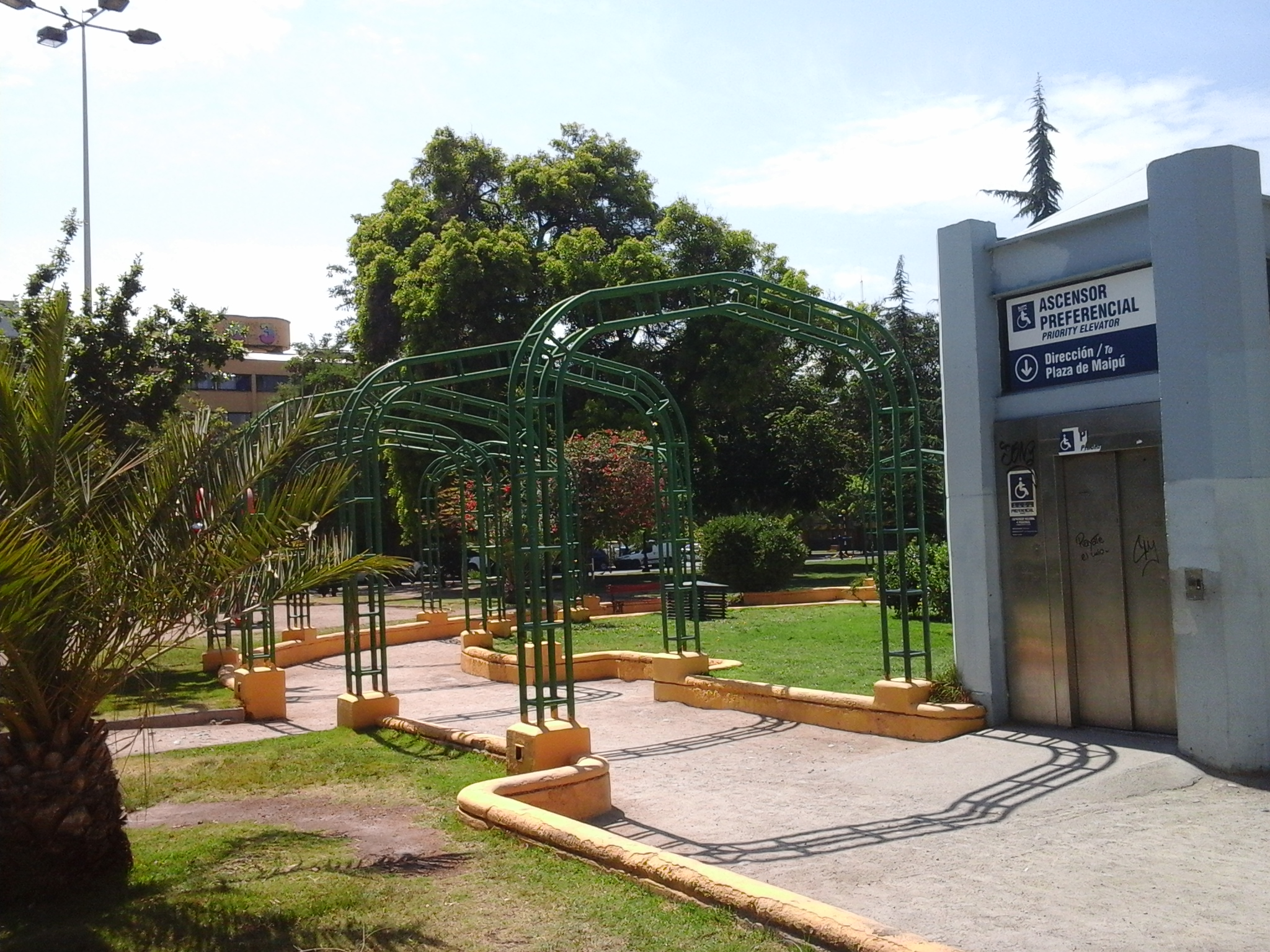
Acceso preferencial al metro por ascensor

- Datos: Q5647875
- Multimedia: Plaza San Esteban, Ñuñoa / Q5647875